# Clemens August von Schönborn-Wiesentheid
Clemens August Graf von Schönborn-Wiesentheid (* 8. Oktober 1810 in Gaibach; † 24. August 1877 ebenda) war Reichsrat und Mitglied des Deutschen Reichstags. 
Er stammte aus dem Hause Schönborn. Seine Eltern waren der Politiker Franz Erwein von Schönborn-Wiesentheid (* 7. April 1776; † 5. Dezember 1840) und dessen Ehefrau Ferdinanda Isabella von Westphalen zu Fürstenberg (* 18. Oktober 1781; † 11. August 1813), Tochter des Gesandten Clemens August von Westphalen.
Schönborn-Wiesentheid war Gutsbesitzer in Unter- und Oberfranken und erblicher Reichsrat, als solcher auch von 1865 bis 1877 in der Kammer der Reichsräte.
Er gehörte 1874 bis 1877 für den Wahlkreis Unterfranken 2 (Kitzingen) für das Zentrum dem Deutschen Reichstag an. In einer durch seinen Tod erforderlich gewordenen Nachwahl am 27. November 1877 folgte ihm sein Sohn Friedrich Carl von Schönborn-Wiesentheid ins Parlament.

## Familie
Schönborn heiratete am 20. Oktober 1838 in Wien die Gräfin Irene Batthyány de Németujvár (* 30. Dezember 1812; † 25. April 1891). Das Paar hatte mehrere Kinder:
- Marie Athenais Josephine Ferdinandine (* 21. Januar 1840; † 20. Juni 1918) ⚭ 1875 Graf Otto zu Brandis (* 3. Dezember 1848; † 8. August 1929)
- Sophie Elma Maria (* 20. Mai 1841; † 18. September 1884) ⚭ 1872 Freiherr Karl von und zu Franckenstein (* 22. Januar 1831; † 2. Februar 1898)
- Clemens Hugo Damian Erwein (* 14. November 1842; † 25. August 1868)
- Arthur Franz Maximilian (* 30. Januar 1846; † 29. September 1915) ⚭ 1871 Prinzessin Stephanie zu Hohenlohe-Waldenburg-Schillingsfürst (* 6. Juli 1851; † 18. März 1882)
- Friedrich Carl Emmerich Joseph (* 10. März 1847; † 16. Dezember 1913) ⚭ 1888 Markgräfin Julia von Pallavicini (* 10. Mai 1857; † 15. Dezember 1935)
- Maria Irene Caroline (* 12. Dezember 1848; † 13. März 1929) ⚭ 1873 Louis Jean Victor Duca di Bojano († 15. November 1902)
- Clemens Philipp Erwein (* 12. Juli 1855; † 1. Januar 1938) ⚭ 1892 Freiin Maria-Rosario von Welczek (* 5. Oktober 1873; † 2. Juli 1943)